# Melittia congruens
Melittia congruens is een vlinder uit de familie wespvlinders (Sesiidae), onderfamilie Sesiinae.
Melittia congruens is voor het eerst wetenschappelijk beschreven door Swinhoe in 1890. De soort komt voor in het Oriëntaals gebied.